# Markblåkråkor
Markblåkråkor (Brachypteraciidae) är en liten familj med stannfåglar endemiska för Madagaskar. De är besläktade med kungsfiskarna, biätarna och blåkråkorna. De påminner mest om den senare gruppen och har tidigare kategoriseras som en underfamilj till blåkråkorna.

## Utseende och ekologi
Markblåkråkorna påminner också morfologiskt om kråkorna, precis som blåkråkorna, och mäter 25-49 centimeter, och de lever också av reptiler och stora insekter. De är mer markbundna än blåkråkorna och detta återspeglas i deras längre ben och kortare rundade vingar.
De är inte färggranna som blåkråkorna utan är mer dämpade, med streckade och fläckade fjäderdräkter. De håller sig ofta dolda och är svåra att observera och de upptäcks främst genom sitt hoande häckningsläte.
De häckar som enskilda par i markhålor som de själva gräver ut, till skillnad ifrån blåkråkorna som sällan häckar i hålor, och aldrig gräver ut dem själva.

## Systematik
Analyser av mtDNA bekräftar gruppens systematik men indikerar att hopslagningen av släktena Geobiastes och Brachypteracias, vilken varit vanlig sedan 1960-talet, inte representerar taxonens släktskap. De flesta auktoriteter följer studiens rekommendationer, dock ej Clements et al.. Det finns inga kända fossil av markblåkråkor och det finns än så länge inga indikationer på att markblåkråkor har förekommit någon annanstans än på Madagaskar.

## Arter
Det finns sex arter, varav en utdöd, uppdelade i fyra släkten:
- Släkte Brachypteracias
  - Tjocknäbbad markblåkråka (Brachypteracias leptosomus)
  - Ampozamarkblåkråka (Brachypteracias langrandi) – utdöd
- Släkte Geobiastes – slås ibland samman med Brachypteracias
  - Fjällig markblåkråka (Geobiastes squamiger)
- Släkte Uratelornis
  - Långstjärtad markblåkråka (Uratelornis chimaera)
- Släkte Atelornis
  - Blåpannad markblåkråka (Atelornis pittoides)
  - Rödbrun markblåkråka (Atelornis crossleyi)